# Universidad Católica de La Plata
La Universidad Católica de La Plata es una universidad privada y católica argentina dependiente del Arzobispado de La Plata. Fue fundada el 7 de marzo de 1964. Creada originariamente como «universidad comunitaria y católica», en 1966 se transformó en UCALP, obteniendo en 1968 autorización provisional para funcionar y en agosto de 1971 consiguió la autonomía definitiva.

## Organización

### Facultades
- Facultad de Arquitectura y Diseño.

Calle 50 N.º 818 e/ 11 y 12. C.P. 1900. La Plata
- Facultad de Derecho y Ciencias Políticas

Calle 57 N.º 936 e/ 13 y 14. C.P. 1900. La Plata
- Facultad de Ciencias Exactas e Ingeniería (ex Facultad de Ciencias exactas y Tecnología)

Diagonal 73 N.º 2137. C.P. 1900. La Plata
- Facultad de Humanidades

Calle 11 N.º 972 e/51 y 53. C.P. 1900. La Plata
- Facultad de Ciencias Económicas y Sociales

Calle 25 e/ 47 y 48. C.P. 1900. La Plata (Inst. Próvolo)
- Facultad de Odontología

Calle 13 N.º 680. C.P. 1900. La Plata
- Facultad de Ciencias de la Salud

Calle 44 N.º 720. C.P. 1900. La Plata

### Carreras
Facultad de Derecho y Ciencias Sociales
- Abogacía
- Martillero y Corredor de Comercio
- Escribanía
- Licenciatura en Ciencia Política y Relaciones Internacionales
- Licenciatura en Relaciones Públicas
- Ciclo de Licenciatura en Relaciones Públicas
- Licenciatura en Criminalística
- Licenciatura en Seguridad
- Licenciatura en Seguridad, Ciclo de Licenciatura
- Licenciatura en Servicio Social, Ciclo de Licenciatura
- Licenciatura en Gestión de Recursos Humanos
- Licenciatura en Gestión de Recursos Humanos, Ciclo de Licenciatura

Especializaciones
- Especialización en Derecho Administrativo
- Especialización en Derecho de Familia
- Especialización en Políticas Públicas
- Especialización en Derecho del Trabajo y de la Seguridad Social

Facultad de Arquitectura y Diseño
- Arquitectura
- Licenciatura en Diseño Gráfico
- Licenciatura en Diseño de Interiores
- Ciclo de Licenciatura en Diseño Gráfico
- Ciclo de Licenciatura en Diseño de Interiores

Facultad de Ciencias Económicas
- Licenciatura en Administración de Empresas
- Contador Público
- Licenciatura en Comercialización
- Licenciatura en Economía
- Licenciatura en Turismo

Especialización y Maestría
- Especialización en Negociación y Resolución de Conflictos en las Organizaciones
- Maestría en Negociación y Resolución de Conflictos en las Organizaciones

Facultad de Ciencias Exactas e Ingeniería
- Licenciatura en Higiene y Seguridad en el Trabajo
- Ingeniería Ambiental
- Ingeniería en Sistemas de Información

Facultad de Humanidades
Carreras Presenciales
- Licenciatura en Educación Física (Títulos intermedios: Técnico Deportivo; Maestro en Educación Física; Profesor en Educación Física)
- Licenciatura en Psicopedagogía
- Licenciatura en Psicopedagogía, ciclo de Licenciatura
- Profesorado Universitario en Letras
- Licenciatura en Letras
- Licenciatura en Ciencias de la Educación
- Carrera Docente
- Profesorado Universitario- Ciclo de Profesorado
- Licenciatura en Filosofía
- Licenciatura en Filosofía, ciclo de Licentiatura
- Licenciatura en Historia, ciclo de Licentiatura
- Licenciatura en Letras, ciclo de Licenciatura
- Licenciatura en Periodismo
- Licenciatura en Psicología

Carreras a distancia
- Licenciatura en Filosofía, ciclo de Licentiatura (modalidad a distancia)
- Licenciatura en Historia, ciclo de Licentiatura (modalidad a distancia)
- Licenciatura en Letras, ciclo de Licenciatura (modalidad a distancia)

Facultad de Odontología
- Odontología

Facultad de Ciencias de la Salud
- Licenciatura en Nutrición
- Licenciatura en Obstetricia
- Licenciatura en Enfermería
- Licenciatura en Kinesiología y Fisiatría
- Licenciatura en Fonoaudiología
- Licenciatura en Terapia Ocupacional

### Colegios
- Colegio Ministro Luis R. Mac Kay (Secundario Modalidad Arte Orientación Artes Plásticas)
- Colegio San Miguel de Garicoïts (Secundario Modalidad Ciencias Sociales)
- Colegio José Manuel Estrada (Jardín de Infantes y Educación Primaria)
- Colegio Secundario José Manuel Estrada (Secundario Modalidad Ciencias Naturales y Ciencias Sociales)

### Sedes
- La Plata

Calle 13, 1227, C.P. 1900 | La Plata, Buenos Aires, Argentina |
Teléfonos: +54 221 439 3100 | +54 221 422 7100
- Bernal

25 de Mayo N.º 51, C.P. 1876 | Bernal, Buenos Aires, Argentina |
Teléfonos: +54. 011. 4364-9000 |  4251- 8846 | 8786 | 3392
- San Martín

Calle Francisco Hué N.º 2757, C.P. 1651 | San Andrés, Buenos Aires, Argentina |
Teléfonos: +54. 11. 4755-1292 Int. 120 / 122  |  4713-3550 / 4713-1655
- Bahía Blanca

Calle Alem 235 E.P., C.P. 8000 | Bahía Blanca, Buenos Aires, Argentina |
Teléfonos: +54. 291. 453-2541 | 450-0042

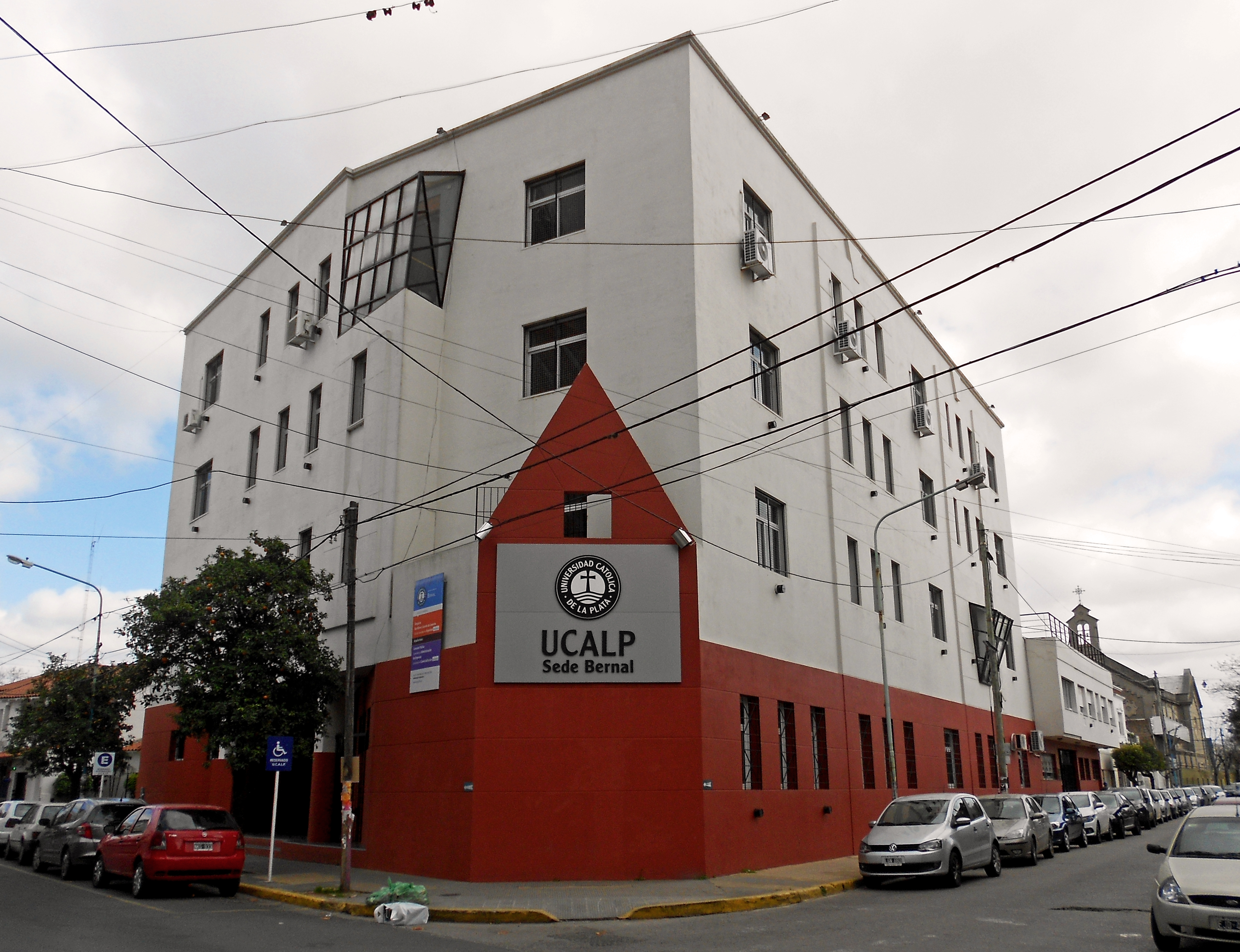
Universidad Católica de La Plata, Sede Bernal
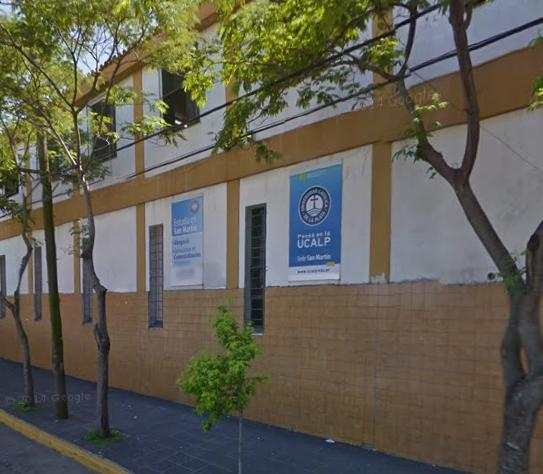
Universidad Católica de La Plata, Sede San Martin
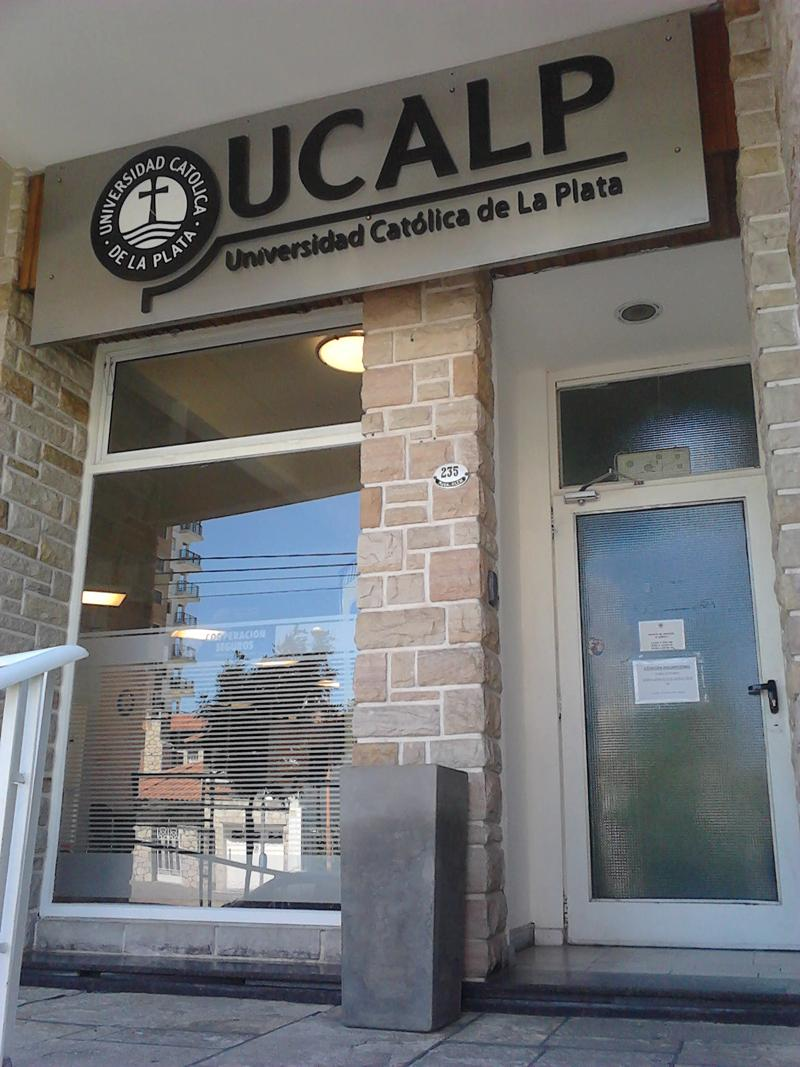
Universidad Católica de La Plata, Sede Bahia Blanca

## Museo
El 23 de mayo de 1980 se creó  el  Museo de Arte Contemporáneo  Beato Angélico, por una resolución  rectoral acompañada  por el Consejo Superior de la Universidad. Desde 1977 se había  generado una pinacoteca desde la  cual se  generó el  patrimonio.  Respecto al  edificio,  fue  reestructurado el  antiguo convento "Casa de la Providencia", El  museo  es  un  nexo  de la UCALP  con la comunidad.

## Campo de Deportes

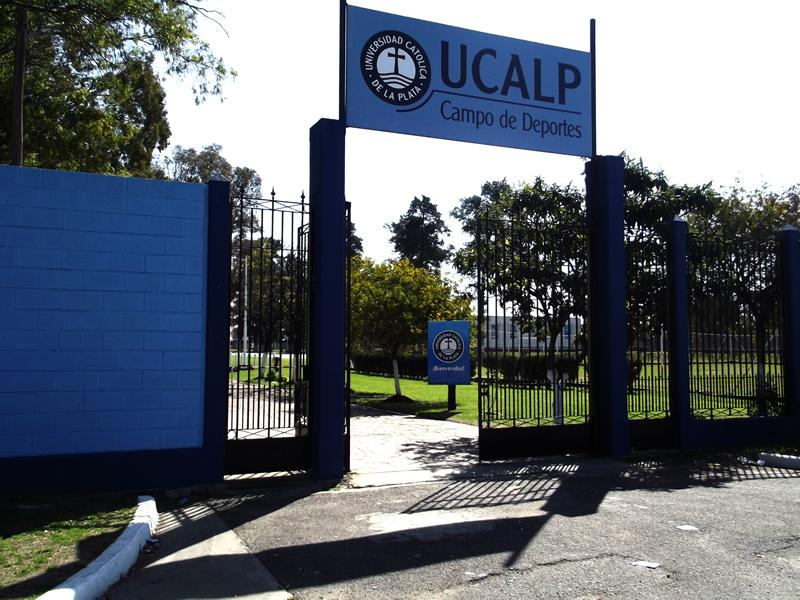
Campo de deportes de la Universidad Católica de La Plata

El campo de deportes se encuentra en la ciudad de La Plata, Calle 64 y 147, cuenta con diferentes áreas deportivas y con la posibilidad de ser utilizado como lugar de esparcimiento para toda la comunidad educativa.
Entre los entrenamientos que se ofrecen, se destacan:
- Rugby
- Fútbol
- Baloncesto
- Hockey
- Voleibol